# Campomanesia phaea
Campomanesia phaea là một loài thực vật có hoa trong Họ Đào kim nương. Loài này được (O.Berg) Landrum mô tả khoa học đầu tiên năm 1984.